# Élections législatives éthiopiennes de 1995
L'Éthiopie a organisé des élections législatives qui se sont déroulées les 7 mai, 18 et 28 juin 1995. De nombreux partis d'opposition ont boycotté ces élections, dont le Front de libération Oromo.

## Résultats

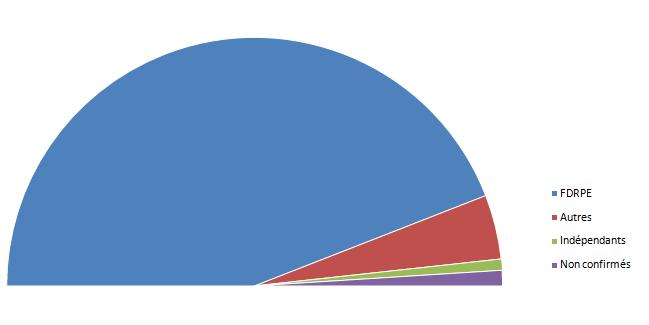

| Coalitions et partis                                   | %      | Sièges |
| ------------------------------------------------------ | ------ | ------ |
| Front démocratique révolutionnaire du peuple éthiopien | 88,1 % | 483    |
| Indépendant                                            | 1,5 %  | 8      |
| Autres                                                 | 8,4 %  | 46     |
| Non inscrits                                           | 2 %    | 11     |
| Total                                                  | 100 %  | 548    |